# ABB Atom
ABB Atom – ursprungligen Asea-Atom, före Aseas sammanslagning med schweiziska Brown-Boveri – var tidigare ett svenskt företag för utveckling och produktion av kärnkraftrelaterade produkter. 

## Historia
Aseas nukleära historia började redan på 1950-talet när man var med och konstruerade både reaktorn i Ågesta samt Marviken. 1962 började ASEA:s atomkraftavdelning utvecklingen av den svenska lättvattenreaktorn som ledde fram till beställningen av Oskarshamn 1 1965 och byggstart 1966. Samma år startas kärnbränsletillverkning i den så kallade "gamla" bränslefabriken på Finnslätten i Västerås och tillverkning av bränsle till Sveriges första kommersiella kärnkraftverk Oskarshamn 1 som tas i kommersiell drift 1972. År 1969 bildas slutligen genom en sammanslagning av Aseas atomkraftavdelning och statligt ägda AB Atomenergis tekniska verksamheter Asea-Atom. Antalet anställda var vid denna tid 355 st. Under tiden 1966–1985 var Asea-Atom den dominerande leverantören till uppbyggnaden av de svenska och finska kärnkraftsprogrammen. 
År 1971 står den "nya" bränslefabriken klar för tillverkning styrstavar samt kompletta bränsleelement för kokvattenreaktorer (BWR). Ytterligare utbyggnad av fabriken sker och en konverteringsanläggning tas i drift 1976. 1982 köps statens andel ut av Asea och samma år börjar man med tillverkning av bränsle till tryckvattenreaktorer (PWR). 1986 utökar man verksamheten ytterligare genom uranåtervinning. 1988 bildades slutligen ABB Atom efter moderbolagets sammanslagning med Brown-Boveri året innan. Under hela 1980-talet växte antalet anställda och i början av 1990-talet till närmare 1000 anställda. 1990 förvärvas det amerikanska kraftföretaget Combustion Engineering. Under 1990-talet drivs utvecklingen vidare och bränsledivisionen erhåller 1994 utmärkelsen Svensk kvalitet. Under 1990-talet certifieras företaget för både ISO 9001 och ISO 14001. 
Den 1 januari år 2000 köptes företaget av British Nuclear Fuel Ltd (BNFL) och fick genom integrering i Westinghousekoncernen namnet Westinghouse Atom AB. Tre år senare bytte företaget namn till Westinghouse Electric Sweden AB för att förstärka företagets globala kännemärke. Westinghouse ägs sedan 2018 av Brookfield Asset Management.

## Reaktorer tillverkade av Asea-Atom
Asea-Atom tillverkade totalt 11 reaktorer, samtliga av typen kokvattenreaktor. Av dessa elva levererades nio till Sverige och två till Finland. Dessutom deltog man i konstruktion och uppförande av Ågestaverket och Marviken.
Sverige
- Oskarshamn 1, 2, 3
- Forsmark 1, 2, 3
- Ringhals 1
- Barsebäck 1, 2

Finland
- Olkiluoto 1, 2